# Ääsmäe
Koordinaten: 59° 14′ N, 24° 30′ O

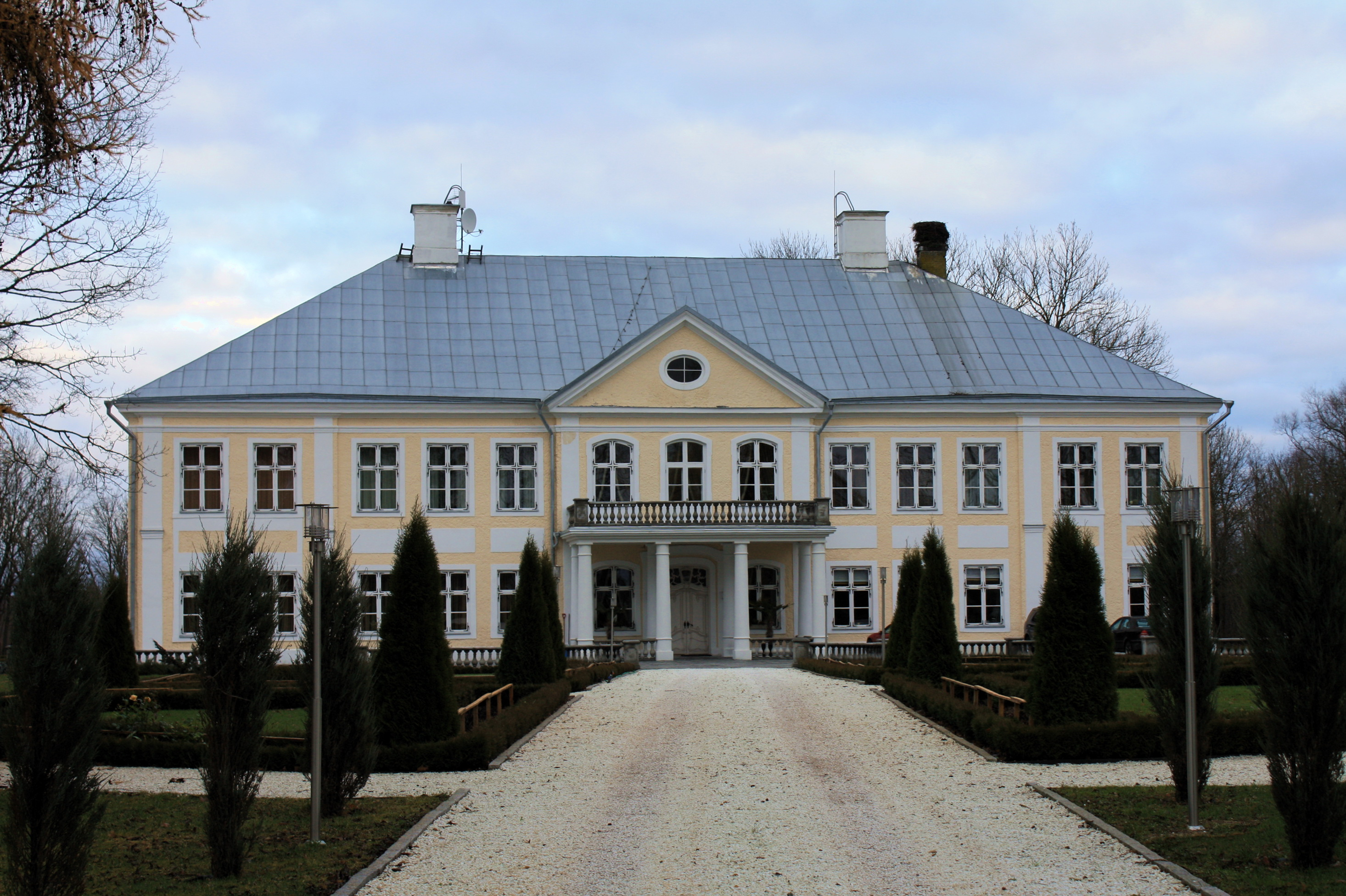
Herrenhaus des Guts Ääsmäe

Ääsmäe (deutsch Essemäggi) ist ein Dorf (estnisch küla) in der Landgemeinde Saue (Saue vald) im estnischen Landkreis Harju. Das Dorf hat 711 Einwohner (Stand 31. Dezember 2011). Es wurde erstmals 1241 unter dem Namen „Asimekae“ urkundlich erwähnt. Eine Schule wurde 1786 gegründet.

## Gut Ääsmäe
Das Rittergut Ääsmäe entstand 1663, als es vom Gut Voore abgetrennt wurde. 1574 schenkte der schwedische König Johann III. das Anwesen seinem Sekretär Johan Berendes († 1612). Der Familie Berendes gehörte das Gut bis 1690. Im 18. Jahrhundert wechselte es häufig den Eigentümer.
In den 1770er Jahren entstand unter der Familie Toll das heutige zweigeschossige Herrenhaus im Stil des Frühklassizismus bzw. Barock. Das repräsentative Gebäude schmückt ein Mittelrisalit, der einen Dreiecksgiebel mit ovalem Fenster trägt. Auf die Mittelachse des Herrenhauses führte eine 1,6 Kilometer lange Allee, die heute umgestaltet ist.
1919 wurde das Gut im Zuge der estnischen Landreform enteignet. Von 1921 bis 1988 befand sich in dem Herrenhaus eine Schule. 1950 zerstörte ein Feuer das ursprüngliche Dach und die historischen Stuckwände im Inneren. Heute befindet sich das Haus in Privatbesitz.